# 追分節考
追分節考（おいわけぶしこう）は、柴田南雄が1973年に作曲した合唱のためのシアター・ピースである。

## 作曲・初演
東京混声合唱団の指揮者である田中信昭から、「日本民謡の素材だけで合唱曲を」という依頼を受け、1973年の8月から10月にかけて作曲、11月15日に田中信昭指揮、東京混声合唱団によって初演された。

## 作品の内容
この作品にはスコア（総譜）が存在せず、楽譜には演奏される「素材」のみが記されている。
素材は以下のものがある。
- 上原六四郎「俗楽旋律考」の一部の朗読（女声）と、それに対する奇声による抗議（男声）
- ユニゾンで歌われる追分節（男声）と、その背景をなす和声や旋律断片（女声）
- ユニゾンで歌われる信濃追分（女声）
- 尺八によって演奏される追分節

指揮者はこれらをその場で構成し、歌い手ないし尺八奏者に指示を出し演奏させることによって、音楽を作っていく。
男声および尺八奏者は舞台ではなく客席の外や客席内を歩きながら演奏し、また聴き手の周囲に音源が拡散・移動するように演奏する。ステージと客席は一体化し、場内全体が音で満たされることとなる。

## 編成
混声合唱、尺八（1人～数人）

## 演奏時間
上記のような作品のため、指揮者や状況によって、演奏の様相は大きく変わるものであり演奏時間も一定しないが、おおよそ8分弱から20分前後。

## 演奏
東京混声合唱団により、初演以来今日に至るまで頻繁に演奏され、その回数は国内外あわせて2000を超えるともいわれる。
また日本のアマチュア合唱団にも、しばしば取り上げられている。